# Helmut Roskamm
Helmut Roskamm (* 29. Juni 1933 in Collinghorst bei Rhauderfehn, Ostfriesland; † 16. Mai 2018 in Au (Breisgau)) war ein deutscher Kardiologe.
Roskamm war in seiner Jugend ein national erfolgreicher Stabhochspringer. Er studierte Medizin in Göttingen und ab 1955 in Freiburg, wo er bei dem Internisten, Radiologen und Sportmediziner Herbert Reindell 1958 promoviert wurde (Die Regulation von Atmung und Kreislauf bei maximaler Leistungsfähigkeit). Es folgten weitere Untersuchungen der Physiologie des Kreislaufs und der Hämodynamik von Hochleistungssportlern. 1964 habilitierte er sich (Die Bedeutung der körperlichen Aktivität in Prophylaxe und Therapie von Herz- und Kreislauferkrankungen). Er war Oberarzt in der Kardiologie unter Ludwig Heilmeyer und wurde Privatdozent. 
Er war Gründer und ärztlicher Direktor des 1972 eröffneten und seit 1965 geplanten  Benedikt-Kreuz-Rehabilitationszentrums (RHZ) für Herz- und Kreislaufkranke und späteren Universitäts-Herzzentrums (UHZ) in  Bad Krozingen, das 2012 aus der Fusion des RHZ mit dem Herz- und Kreislaufzentrum der Universitätsklinik Freiburg entstand. Einen Ruf als Leiter der kardiologischen Abteilung des Universitätsklinikums Heidelberg lehnte er 1973 ab. Ein zugehöriges Herzzentrum in Bad Krozingen eröffnete 1977. Außerdem war er außerplanmäßiger Professor an der Universität Freiburg.
Er war Herausgeber des Bandes Koronarerkrankungen des Handbuchs der inneren Medizin (5. Auflage, Band 9, Teil 3, 1984) und gab mit Herbert Reindell das Standardwerk Herzkrankheiten (Springer) heraus, das zuerst 1976 erschien.
1977 erhielt er den Arthur-Weber-Preis der Deutschen Gesellschaft für Herz- und Kreislaufforschung (Deutsche Gesellschaft für Kardiologie) und war Präsident der Arthur-Weber-Stiftung. Er war Ehrenmitglied der polnischen kardiologischen Gesellschaft. 
Ein Haus mit Halle des Herz-Zentrums in Bad Krozingen ist nach ihm benannt. Er war Ehrenbürger von Bad Krozingen.
Roskamm war verheiratet und hatte fünf Kinder und wohnte in Au.

## Schriften
- mit Herbert Reindell, Kurt König, G. H. Wittich: Körperliche Aktivität und Herz- und Kreislauferkrankungen : Prophylaxe, Therapie und Rehabilitation, Bart, München, 1965
- mit Herbert Reindell, Kurt König: Funktionsdiagnostik des gesunden und kranken Herzens : Beziehungen zwischen Herzgröße und Leistung, Stuttgart: Thieme 1967
- Das Belastungs-EKG, Boehringer 1968
- mit Herbert Reindell (Herausgeber): Herzkrankheiten: Pathophysiologie Diagnostik Therapie, Springer, 4. Auflage 1996, 5. Auflage (Herausgeber mit F.-J. Neumann, D. Kalusche, H.-P. Bestehorn) 2004

Als Herausgeber und Ko-Herausgeber:
- Herausgeber: Körperliche Aktivität und Herz- und Kreislaufkrankheiten, 1966
- Herausgeber: Myocardial infection at young age, International Symposium held at Bad Krozingen, Januar 1981, Springer 1981
- Herausgeber: Das chronisch kranke Herz.  Grundlagen der funktionellen Diagnostik und Therapie ; Internationales Eröffnungs-Symposion anläßlich der Einweihung des Benedikt-Kreutz-Rehabilitationszentrums für Herz- und Kreislaufkranke, Bad Krozingen 18.–20. Oktober 1972 , Stuttgart, New York: Schattauer 1973
- Herausgeber mit Ch. Hahn: Ventricular function at rest and during exercise, International Symposium Genf 1975, Springer 1976
- Herausgeber mit Martin Schmuziger: Coronary Heart Surgery: a rehabilitation measure, International Symposium, Bad Krozingen, März 1978, Springer 1979
- Herausgeber mit Albrecht Fleckenstein: Calcium-Antagonism, Springer 980
- Herausgeber mit Martin Kaltenbach: Vom Belastungs-EKG zur Koronarangiographie, Springer 1980
- Herausgeber: Disorders of Cardiac Function, Dekker 1982
- Herausgeber: Die Beta-Rezeptorenblockade aus pathophysiologischer Sicht : 9. Rothenburger Gespräch, Mai 1982, Stuttgart: Schattauer 1982
- Herausgeber: Prognosis of Coronary Heart Disease. Progression of Coronary Arteriosclerosis, International Symposium held at Bad Krozingen 1982, Springer 1983
- Herausgeber: Koronarerkrankungen, Handbuch der inneren Medizin, Band 9, Teil 3, Springer 1984, 
  - darin von Roskamm: Kapitel 9, Belastungs-EKG, mit L. Samek, Kapitel 16, Koronarangiographie, mit L. Görnandt, Kapitel 21, Transmuraler Herzinfarkt in chronischem Stadium, Kapitel 28, Progression der Koronargefäßsklerose, mit E. Steinmann, P. Stürzenhofecker, Kapitel 31, Bewegungstherapie, mit L. Samek, Kapitel 37, Aorto-koronare Bypaßoperation, mit K. Huesmann, M. Schmuziger